# Three Dreams Denied
«Three Dreams Denied» (укр. «Розбиті три мрії») — сьома серія тридцять другого сезону мультсеріалу «Сімпсони», прем'єра якої відбулась 22 листопада 2020 року у США на телеканалі «Fox».

## Сюжет
У своєму магазині продавець коміксів шукає спосіб придбати квитки на фестиваль «Comicalooza» в Сан-Дієго. До нього приходить Агнес Скіннер із повним візком іграшок Сеймура, серед яких рідкісна іграшка Радіоактивного, яку продавець продає за 3400 доларів.
У Спрінгфілдській початковій школі Ліса знайомиться з новим хлопчиком Блейком, який також грає на саксофоні. Містер Ларго оголошує, що на наступному занятті буде вирішено, чи збереже Ліса свою роль першого саксофона, або ж Блейк займе її місце.
Тим часом поки Джефф на фестивалі його підміняє Філ, з яким знайомиться Барт. Філ ― актор озвучування, і Барт зізнається, що він теж імітує голоси.
Продавець коміксів летить до Сан-Дієго, повного косплеєрів, які пишуть картки із запитаннями зіркам. По прибутті на з'їзд, Джефф також вирішує задати таке ідеальне запитання, щоб його взяли працювати в «Marvel». Хлопець із коміксів стає до панелі, але він загубив картку із запитаннями. Він ще більше розчаровується, коли наступного фаната, який поставив таке саме питання, яке готував Джефф, беруть у в «Marvel»…
У школі Ліса повільно закохується в Блейка. Однак, він обдурює її і стає першим саксофоном.
Тим часом Барта запрошують на студії звукозапису. Коли хлопчик імітує пробу Філа, Барт також отримує роль у мультсеріалу «Замок печива». Під час прем'єри (того ж вечора) Барт з друзями, яких він запросив, дізнається, що озвучив… дівчину-принцесу. Через це хулігани дошкуляють йому.
Троє героїв невдало здійснили свої мрії: над Бартом знущаються в школі, Ліса не відчуває більше радості від саксофону, а продавець коміксів повертається до свого магазину, де Ральф повертає свою впевненість…
Згодом Мілгаус телефонує Бартові увімкнути «Замок печива», де його героїня стала королевою, що вбиває інших своїм єдинорогом. Це робить Барта мегапопулярним.
У Спрінґфілдському торговому центрі Ліса підкорює людей своїм джазом, і виграє безкоштовний крендель, який вона зберігала ще багато років…
У сцені під час титрів продавець коміксів вигадує нове ідеальне запитання.

## Виробництво
Спочатку серія повинна називатися «The Voice Actor's Apprentice» (укр. «Учень актора озвучування»), проте її було перейменовано на «Three Dreams Denied».
В інтерв'ю сайту «TV Insider» виконавчий продюсер серії Ел Джін описав персонажа Бена Платта як «підступного безталанного хлопчика, який досягає успіху, коли він цього не заслуговує, отже, не самотужки».

## Культурні відсилання та цікаві факти
- Під час кінцевих титрів Блейк і Ліса співають пісню «Any Note You Can Reach», пародію на пісню «Anything You Can Do (I Can Do Better)» (укр. «Все, що ти можеш робити (Я можу робити краще)» з мюзиклу «Енні отримує вашу зброю»[3].

## Ставлення критиків і глядачів
Під час прем'єри серію переглянули 4,41 млн осіб, з рейтингом 1.5, що зробило її найпопулярнішим шоу на каналі «Fox» тієї ночі.
Тоні Сокол з «Den of Geek» дав серії три з п'яти зірок, сказавши, що серія — «дуже дієва у ранньому режимі „Сімпсонів“. Хоча подорож проходить без зайвих проблем, епізод відповідає своїй назві».
Джессі Берета із сайту «Bubbleblabber» оцінив серію на 7,5/10, сказавши:
|  | Можливо, це не найяскравіша серія 32 сезону, але вона продовжує ту ж саму тенденцію щодо показу історій вище середнього. Фактично, кілька років тому «Three Dreams Denied» була би найкращою у сезоні. Натомість епізод піднімає новий стандарт якості «Сімпсонів» епохи «Disney». |

У березні 2021 року сценаристка серії Даніель Вайсберг була номінована на премію Гільдії сценаристів Америки в області анімації 2020 року.
Згідно з голосуванням на сайті The NoHomers Club більшість фанатів оцінили серію на 2/5 із середньою оцінкою 1,96/5.